# Sainte-Hélène (Vosges)
Pour les articles homonymes, voir Sainte-Hélène.
Sainte-Hélène est une commune française située dans le département des Vosges en région Grand Est.

## Géographie

### Localisation
La commune est à 2,9 km de Autrey, 4,4 de Pierrepont-sur-l'Arentèle, 4,5 de Bult, 6,6 de Rambervillers et 31,7 de Saint-Dié-des-Vosges.

### Géologie et relief
La commune se compose de 39,06 hectares de territoires artificialisés (2,29 %), 654,35 hectares de territoires agricoles (38,33 %), 1 010,34 hectares de forêts et milieux semi-naturels (59,19 %) et de 2,93 hectares de surfaces en eau (0,17 %).
Espaces naturels :
- Une zone naturelle d'intérêt écologique, faunistique et floristique (Znieff) :

Massif vosgien,
La Mortagne et le Moussou de Mortagne à Saint-Hélène.

### Sismicité
Commune située dans une zone 3 de sismicité modérée.

### Intercommunalité
Commune membre de la Communauté de communes de la Région de Rambervillers.

### Hydrographie et les eaux souterraines
Hydrogéologie et climatologie : Système d’information pour la gestion des eaux souterraines du bassin Rhin-Meuse :
Territoire communal : Occupation du sol (Corinne Land Cover); Cours d'eau (BD Carthage),
Géologie : Carte géologique; Coupes géologiques et techniques,
 Hydrogéologie : Masses d'eau souterraine; BD Lisa; Cartes piézométriques.
La commune est située dans le bassin versant du Rhin au sein du bassin Rhin-Meuse. Elle est drainée par la Mortagne, le ruisseau l'Arentèle, le ruisseau de Dracourt, le ruisseau le Brabant et le ruisseau Ancienne Mortagne,.
La Mortagne, d'une longueur totale de 74,6 km, prend sa source dans la commune de Saint-Léonard et se jette dans la Meurthe à Mont-sur-Meurthe, après avoir traversé 26 communes.
L'Arentèle, d'une longueur totale de 21,1 km, prend sa source dans la commune de Bruyères et se jette dans la Mortagne à Saint-Gorgon, après avoir traversé cinq communes.

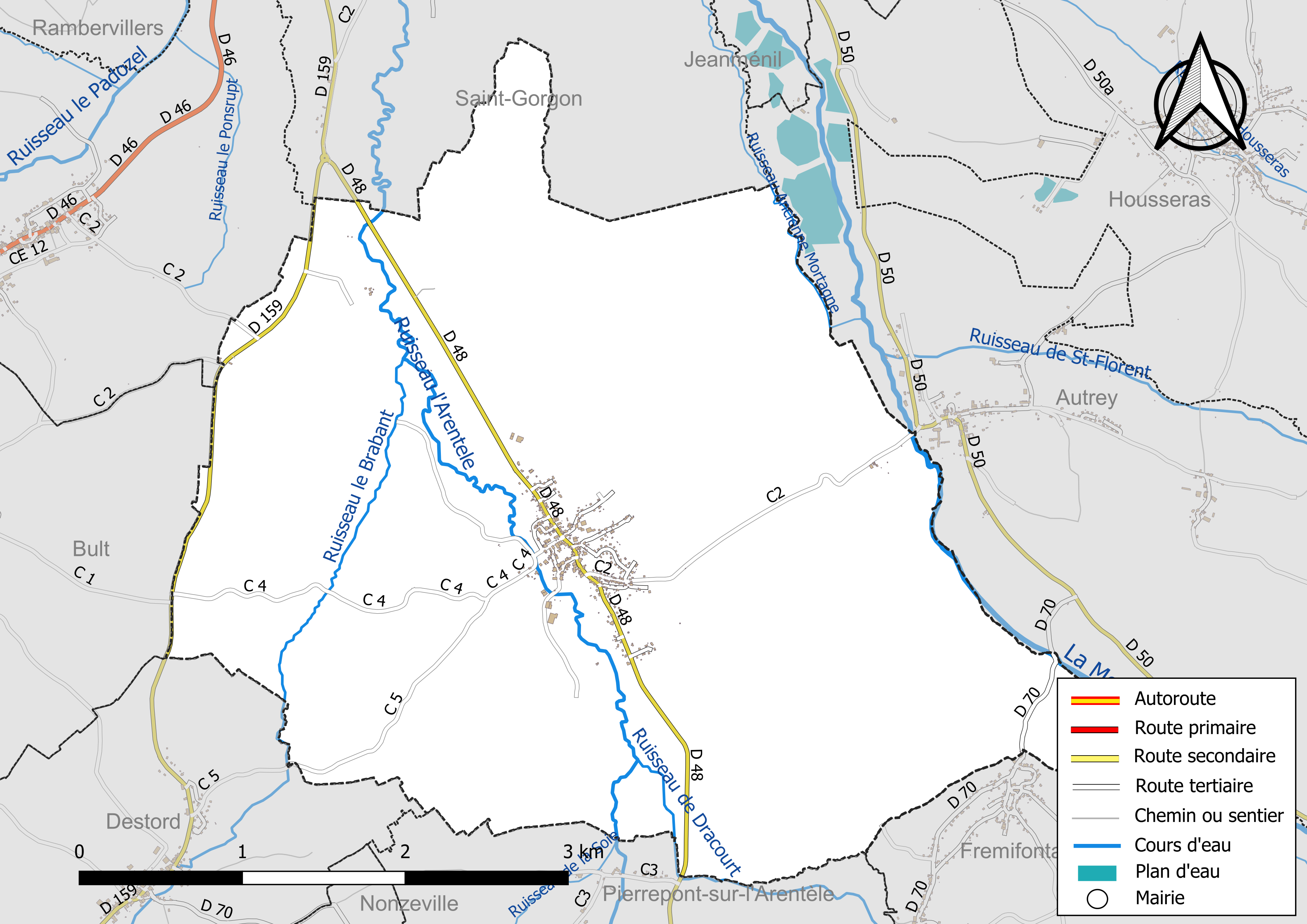
Réseaux hydrographique et routier de Sainte-Hélène.

La qualité des eaux des cours d’eau peut être consultée sur un site dédié géré par les agences de l’eau et l’Agence française pour la biodiversité.

### Climat
Pour des articles plus généraux, voir Climat du Grand Est et Climat des Vosges.
En 2010, le climat de la commune est de type climat des marges montargnardes, selon une étude du Centre national de la recherche scientifique s'appuyant sur une série de données couvrant la période 1971-2000. En 2020, Météo-France publie une typologie des climats de la France métropolitaine dans laquelle la commune est exposée à un climat semi-continental et est dans la région climatique  Vosges, caractérisée par une pluviométrie très élevée (1 500 à 2 000 mm/an) en toutes saisons et un hiver rude (moins de 1 °C). 
Pour la période 1971-2000, la température annuelle moyenne est de 9,4 °C, avec une amplitude thermique annuelle de 16,9 °C. Le cumul annuel moyen de précipitations est de 979 mm, avec 12,9 jours de précipitations en janvier et 10,4 jours en juillet. Pour la période 1991-2020, la température moyenne annuelle observée sur la station météorologique de Météo-France la plus proche, « Roville », sur la commune de Roville-aux-Chênes à 11 km à vol d'oiseau, est de 10,3 °C et le cumul annuel moyen de précipitations est de 833,3 mm. 
La température maximale relevée sur cette station est de 40 °C, atteinte le 25 juillet 2019 ; la température minimale est de −24,5 °C, atteinte le 2 janvier 1971,,. 
Les paramètres climatiques de la commune ont été estimés pour le milieu du siècle (2041-2070) selon différents scénarios d'émission de gaz à effet de serre à partir des nouvelles projections climatiques de référence DRIAS-2020. Ils sont consultables sur un site dédié publié par Météo-France en novembre 2022.

### Voies de communications et transports

#### Voies routières
- D 50 vers Autrey[19].
- D 519b vers Ramberviller.
- D 32 vers Charmes.

#### Transports en commun

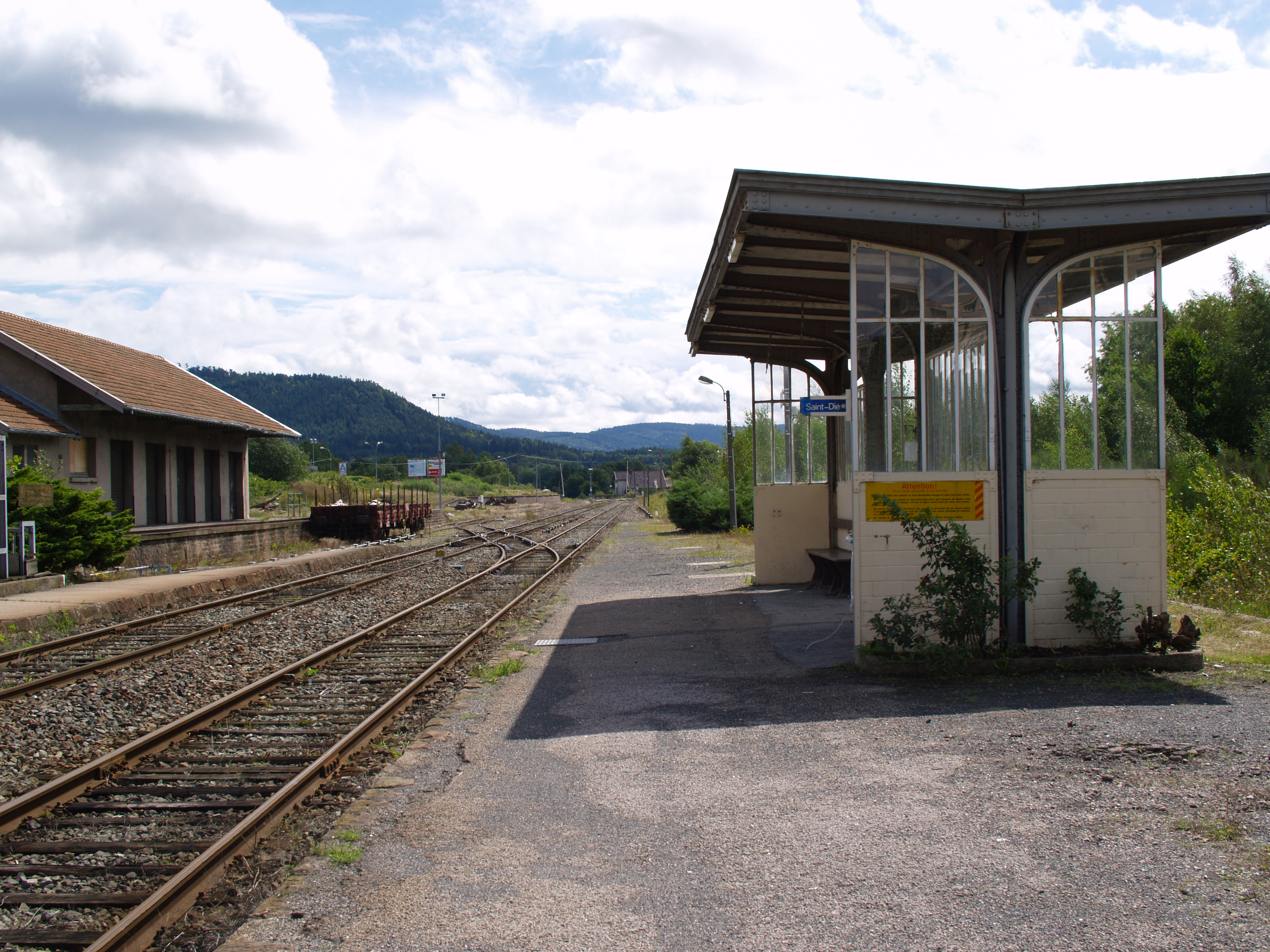
Gare de Bruyères.

- Fluo Grand Est.

##### SNCF
- Gare de Bruyères.
- Gare de Lépanges.
- Gare de Laveline-devant-Bruyères.
- Gare de Biffontaine.
- Gare de Docelles - Cheniménil.

## Urbanisme

### Typologie
Au 1er janvier 2024, Sainte-Hélène est catégorisée commune rurale à habitat dispersé, selon la nouvelle grille communale de densité à sept niveaux définie par l'Insee en 2022.
Elle est située hors unité urbaine. Par ailleurs la commune fait partie de l'aire d'attraction d'Épinal, dont elle est une commune de la couronne,. Cette aire, qui regroupe 118 communes, est catégorisée dans les aires de 50 000 à moins de 200 000 habitants,.

### Occupation des sols
L'occupation des sols de la commune, telle qu'elle ressort de la base de données européenne d’occupation biophysique des sols Corine Land Cover (CLC), est marquée par l'importance des forêts et milieux semi-naturels (59,1 % en 2018), une proportion sensiblement équivalente à celle de 1990 (59,8 %). La répartition détaillée en 2018 est la suivante : 
forêts (54,4 %), prairies (17 %), zones agricoles hétérogènes (15 %), terres arables (6,5 %), milieux à végétation arbustive et/ou herbacée (4,7 %), zones urbanisées (2,3 %), eaux continentales (0,1 %). L'évolution de l’occupation des sols de la commune et de ses infrastructures peut être observée sur les différentes représentations cartographiques du territoire : la carte de Cassini (XVIIIe siècle), la carte d'état-major (1820-1866) et les cartes ou photos aériennes de l'IGN pour la période actuelle (1950 à aujourd'hui).

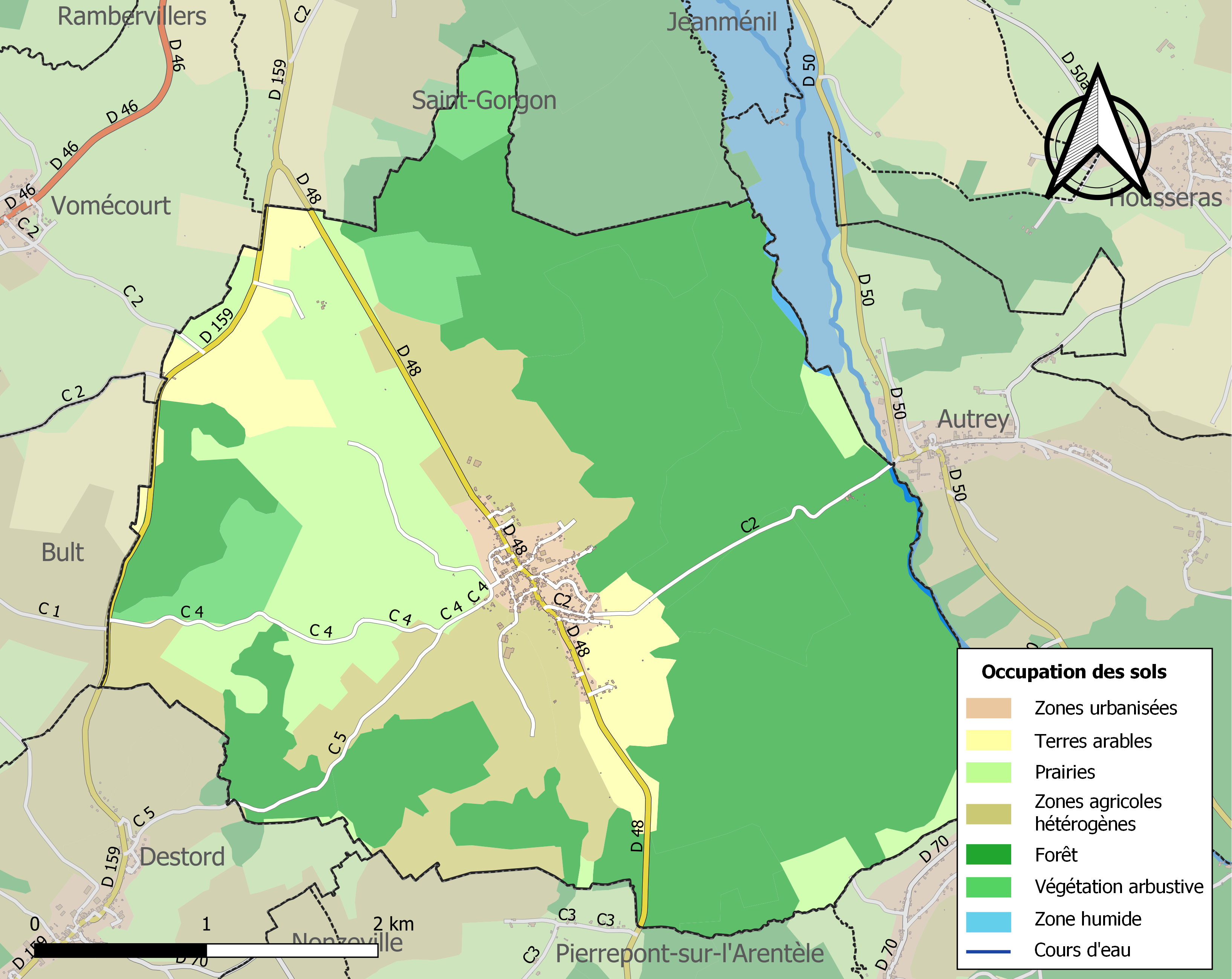
Carte des infrastructures et de l'occupation des sols de la commune en 2018 (CLC).

## Toponymie
Le nom primitif la localité est attesté sous les formes Argentillam (XIe siècle) ; Arantella (1003) ; Argentile (1633).

« Lieu ainsi dit à cause de la pureté du ruisseau qui l’abreuve ». On trouve écrit dans la Vita Deodati (« Vie de saint Déodat », XIe -XIIe siècles) : Argentillam, a rivulo suo sic vocitatam, quem tamem nunc rusticum vulgus corrupte Arentellam dicit (Ainsi appelé d'après son petit ruisseau, que les gens du commun des paysans appellent aujourd'hui de manière corrompue Arentella): le ruisseau était appelé Argentille à cause de la pureté de ses eaux, nom que le peuple a corrompu en Arentèle.
Le nom la commune est attesté sous les formes Parroch. Sanctę Elenę (1178) ; Parroch. Sanctæ Helenæ (1182) ; Saincte Helainne (1295) ; Saincte Elainne (1298) ; Sainte Helenne (1307) ; Saint Allainne (1312) ; Saint Allenne (1325) ; Saint Alainne (1315) ; Sainte Elenne (1352) ; Sainte Heleinne (1380) ; Sancte Helene (1381) ; Saint Helenne (1396) ; Saint Elenne (1396) ; Saincte Helleine (XIVe siècle) ; Sainte Alleinne (XIVe siècle) ; Sainte Ellainne (1413) ; Saincte Halenne (1436) ; Saincte Helaine (1444) ; Sainte Eleine (1451) ; Saincte Hellenne (1456) ; Saincte Helleinne (1458) ; Sancte Helainne (1482) ; Saincte Elene (1485) ; Sainte Alleyne (1527) ; Sainte Hellaine (1578) ; Ste Olerme ou Ste Helene (1656) ; Ste Heleine (1711).

Sainte-Hélène est un hagiotoponyme qui fait référence à Hélène (mère de Constantin Ier).

## Histoire
L’église Saint-Georges du XVIe siècle (dont témoignent quatre vitraux réutilisés, classés en tant qu'objets mobiliers au titre des monuments historiques le 15 juin 1965,,) fut incendiée et détruite pendant la guerre de Trente Ans. Elle a été reconstruite vers 1753 puis restaurée de 1854 à 1870.
Mais une des cloches datant de 1771 s’est fissurée lors de la cérémonie d’hommage du 100e anniversaire de l’Armistice du 11 novembre 1918. La Fondation du patrimoine a alors décidé de s'associer au financement des travaux de restauration. Cette cloche baptisée "Hélène", de 600 kg a été réalisée par l'entreprise Voegelé en 2023.

## Politique et administration
| Période                                  | Période    | Identité          | Étiquette | Qualité                         |
| ---------------------------------------- | ---------- | ----------------- | --------- | ------------------------------- |
| Les données manquantes sont à compléter. |            |                   |           |                                 |
| avant mars 2001                          | avril 2014 | Jean-Louis Moulin |           | Responsable marketing           |
| avril 2014                               | 2020       | Jocelyne Viriat   |           | Retraitée de l'enseignement     |
| juin 2020                                | En cours   | Michel Pourchert  |           | retraité de la marine nationale |

### Budget et fiscalité 2023

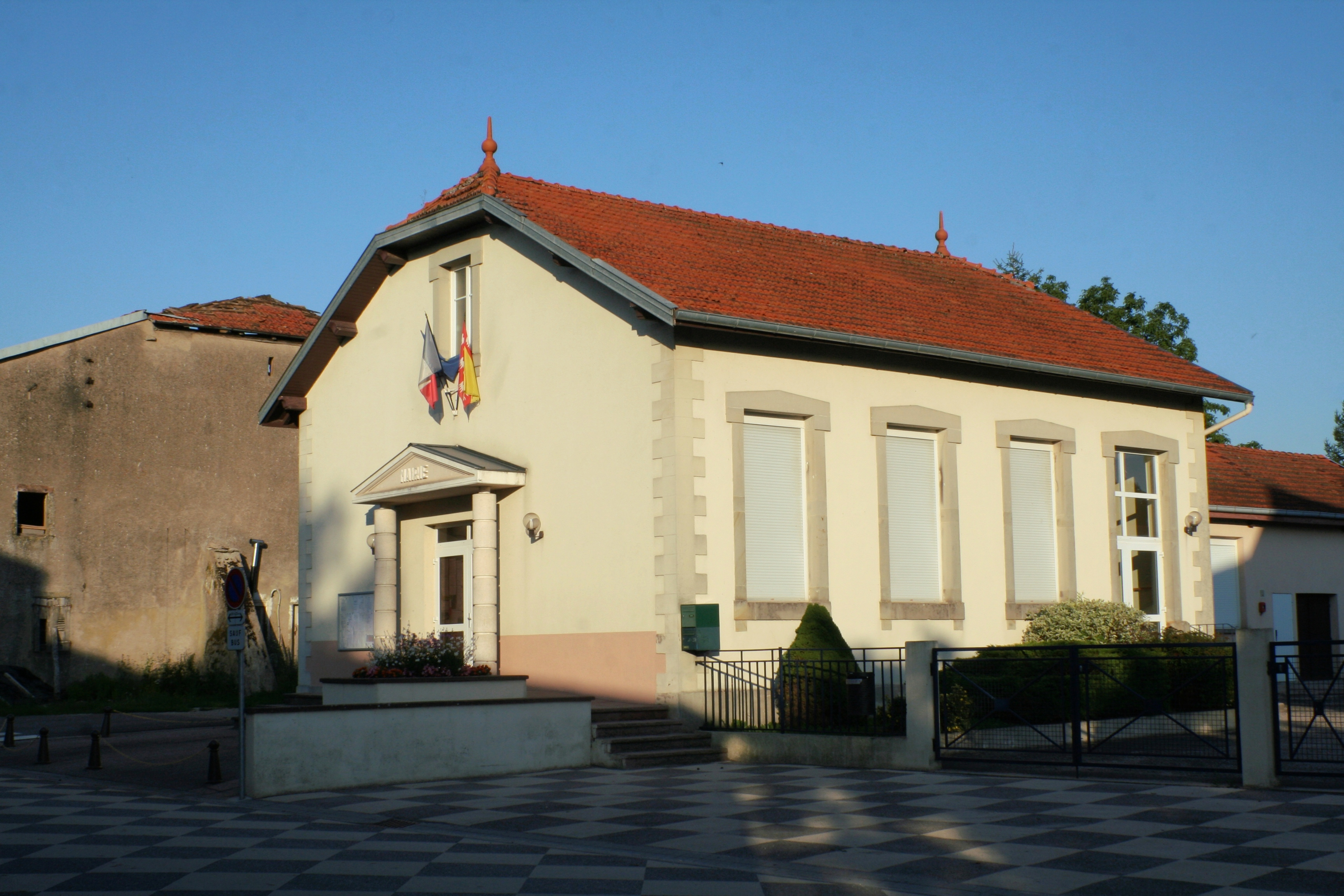
Mairie.

En 2023, le budget de la commune était constitué ainsi :
- total des produits de fonctionnement : 248 000 €, soit 544 € par habitant ;
- total des charges de fonctionnement : 308 000 €, soit 675 € par habitant ;
- total des ressources d'investissement : 28 000 €, soit 61 € par habitant ;
- total des emplois d'investissement : 123 000 €, soit 270 € par habitant ;
- endettement : 167 000 €, soit 366 € par habitant.

Avec les taux de fiscalité suivants :
- taxe d'habitation : 14,81 % ;
- taxe foncière sur les propriétés bâties : 33,47 % ;
- taxe foncière sur les propriétés non bâties : 15,47 % ;
- taxe additionnelle à la taxe foncière sur les propriétés non bâties : 0,00 % ;
- cotisation foncière des entreprises : 0,00 %.

Chiffres clés Revenus et pauvreté des ménages en 2021 : médiane en 2021 du revenu disponible, par unité de consommation : 21 350 €.

## Population et société

### Démographie

#### Pyramide des âges
L'évolution du nombre d'habitants est connue à travers les recensements de la population effectués dans la commune depuis 1793. Pour les communes de moins de 10 000 habitants, une enquête de recensement portant sur toute la population est réalisée tous les cinq ans, les populations de référence des années intermédiaires étant quant à elles estimées par interpolation ou extrapolation. Pour la commune, le premier recensement exhaustif entrant dans le cadre du nouveau dispositif a été réalisé en 2008.

En 2022, la commune comptait 445 habitants, en évolution de −6,51 % par rapport à 2016 (Vosges : −2,96 %, France hors Mayotte : +2,11 %).
| 1793 | 1800 | 1806 | 1821 | 1831 | 1836 | 1841 | 1846 | 1856 |
| ---- | ---- | ---- | ---- | ---- | ---- | ---- | ---- | ---- |
| 570  | 412  | 612  | 710  | 713  | 723  | 736  | 767  | 768  |

| 1861 | 1866 | 1876 | 1881 | 1886 | 1891 | 1896 | 1901 | 1906 |
| ---- | ---- | ---- | ---- | ---- | ---- | ---- | ---- | ---- |
| 755  | 794  | 649  | 649  | 634  | 607  | 580  | 577  | 545  |

| 1911 | 1921 | 1926 | 1931 | 1936 | 1946 | 1954 | 1962 | 1968 |
| ---- | ---- | ---- | ---- | ---- | ---- | ---- | ---- | ---- |
| 567  | 526  | 488  | 494  | 463  | 456  | 435  | 371  | 362  |

| 1975 | 1982 | 1990 | 1999 | 2006 | 2008 | 2013 | 2018 | 2022 |
| ---- | ---- | ---- | ---- | ---- | ---- | ---- | ---- | ---- |
| 342  | 427  | 432  | 446  | 456  | 460  | 484  | 455  | 445  |

### Enseignement
Établissements d'enseignements :
- École maternelle et primaire.
- Collèges à Rambervillers, Bruyères,  Raon-l'Étape.
- Lycées à Bruyères, Roville-aux-Chênes, La Baffe.

### Santé
Professionnels et établissements de santé :
- Médecins à Grandvillers, Rambervillers, Brouvelieures, Sercoeur, Bruyères.
- Pharmacies à Rambervillers, Bruyères, Deyvillers, Docelles, Dogneville, Thaon-les-Vosges.
- Hôpitaux à Rambervillers, Bruyères, Thaon-les-Vosges, Épinal.

### Cultes
- Culte catholique, Paroisse Sainte-Libaire-de-Rambervillers[40], Diocèse de Saint-Dié.

## Économie

### Entreprises et commerces

#### Agriculture
- Culture et élevage associés.
- Élevage d'autres bovins et de buffles.
- Sylviculture et autres activités forestières.

#### Tourisme
- Hébergements et restauration à Pierrepont, Frémifontaine, Housseras, Jeanménil.

#### Commerces
- Commerces et services de proximité à Saint-Dié-des-Vosges, Rambervillers, Bruyères, Grandvillers.

## Culture locale et patrimoine

### Lieux et monuments

Église Saint-Georges.
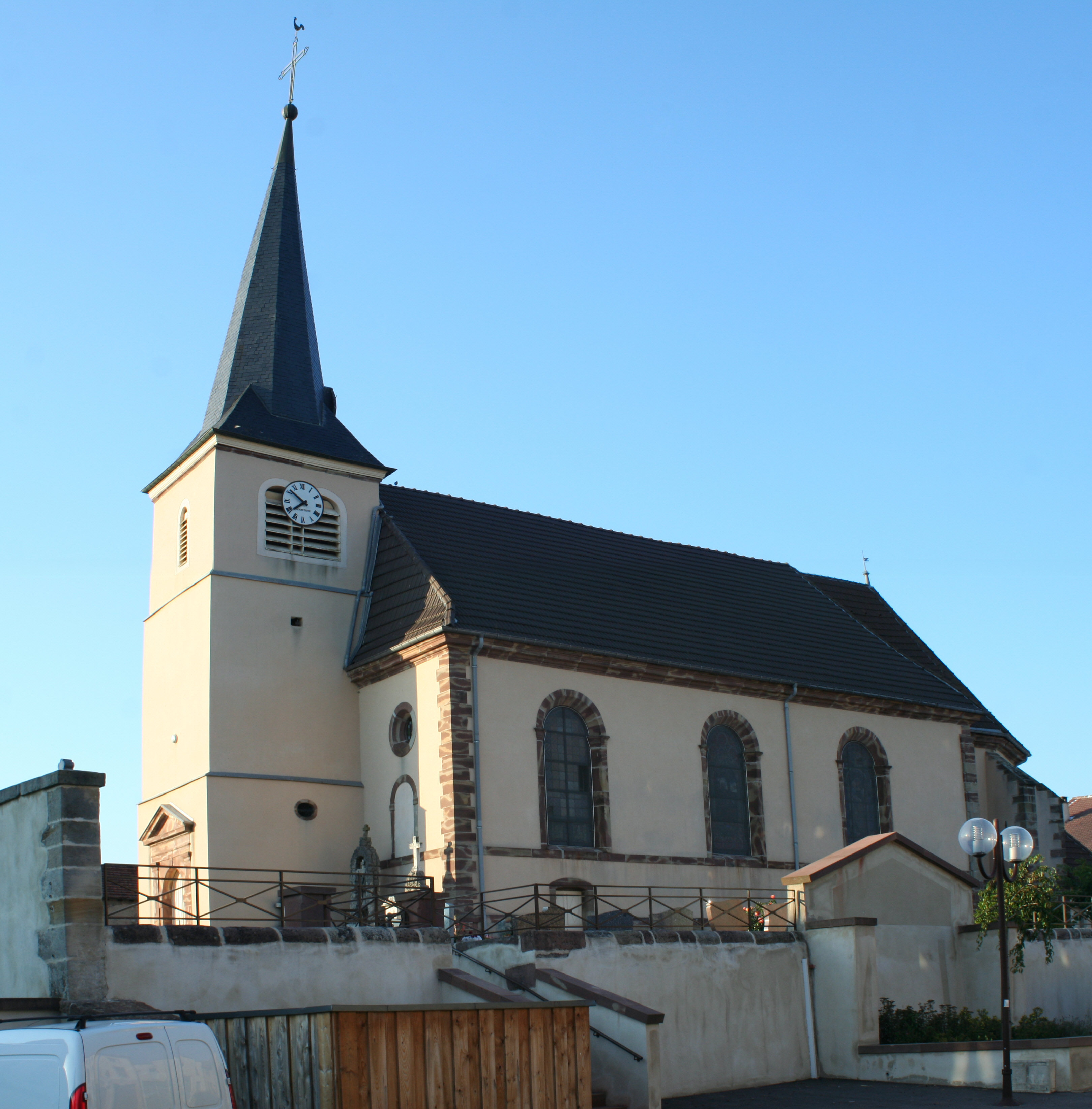
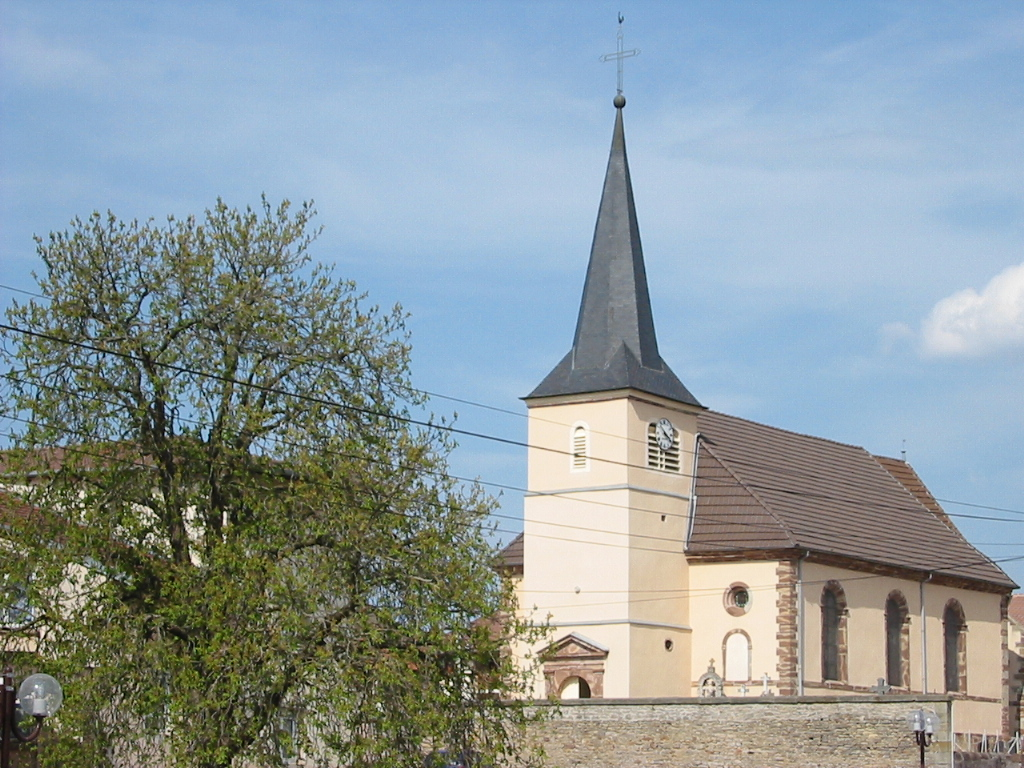
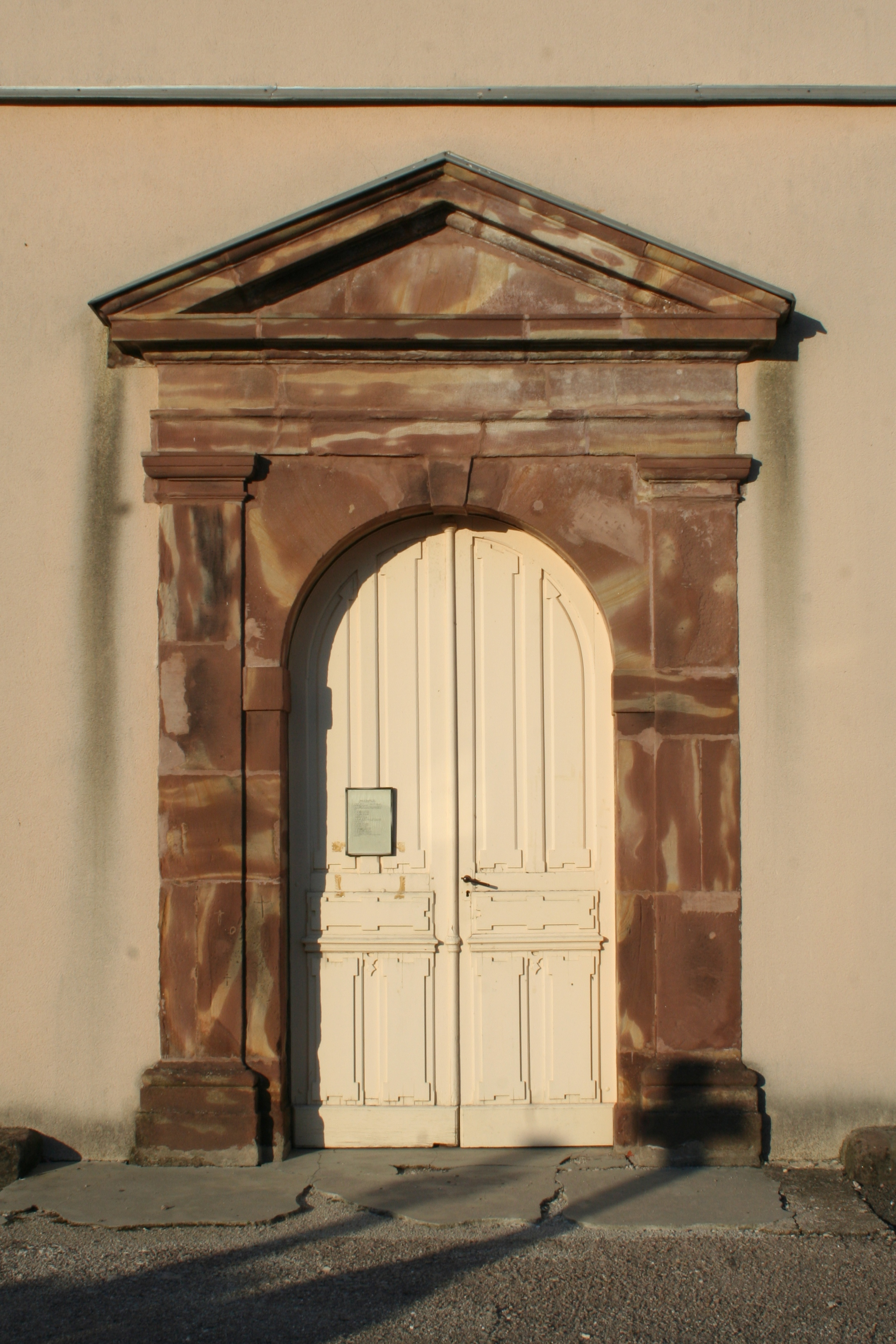

- Église Saint-Georges :

Vitraux du XVIe siècle.
Groupe sculpté la Sainte Famille.
Groupe sculpté la Vierge et Jésus Enfant.
Autel, tabernacle (maître-autel) qui serait l'œuvre d'un artisan de Saint-Gorgon.
- Monument aux morts[45] : Conflits commémorés : Guerres 1914-1918 - 1939-1945.

### Personnalités liées à la commune
- Charles-André Balland[46], né le 15 février 1761 et mort à Paris le 27 décembre 1810, procureur syndic du district de Bruyères, membre de la Convention nationale, député au Conseil des Cinq-Cents, il ne vota pas la mort du roi.
- Médaillés de Sainte-Hélène[47].

### Héraldique, logotype et devise
Commune sans blason

## Pour approfondir